# Джош Реднор
Джош Майкл Ре́днор (англ. Joshua Michael Radnor; нар. 29 липня 1974, Колумбус, Огайо, США) — американський актор, режисер та сценарист, який став відомим завдяки ролі Теда Мосбі в комедійному серіалі «Як я зустрів вашу маму». Батько — Алан Реднор, Мати — Керол Реднор.

## Біографія
Реднор народився в місті Колумбус, Огайо. Батько — Алан Реднор, медичний юрист, мати — Керол Реднор. У нього є дві сестри: Мелані та Іоанна. Дитинство він провів у Бекслі — передмістя Колумбуса, де відвідував єврейську школу. Після навчання у Бекслі, Джош вступає у Кеньйон коледж в окрузі Нокс, Огайо, де отримує ступінь бакалавра з акторського мистецтва. Під час навчання Джош отримує від місцевого театру премію Пола Ньюмана.
Реднор отримав ступінь магістра образотворчих мистецтв, навчаючись за програмою Нью-Йоркського університету.

## Кар'єра
У 2001 році Джош проходить кастинг на головну роль в серіалі «З центру» (англ. Off Centre). Проте, до початку зйомок, роль віддали Еді Томасу. У 2002 році Реднор дебютує на бродвейській сцені у мюзиклі за сюжетом фільму «Випускник». Там він грає разом із Кетлін Тернер та Алісією Сільверстоун. З 2005 року Реднор знімається в ситкомі «Як я зустрів вашу маму», в ролі Теда Мосбі, що є найбільшим його успіхом на сьогоднішній день.
У 2010 році Реднор здійснив свій режисерський дебют з фільмом «Щасливі разом», в якому він виступив у ролі як сценариста, так і «зірки».
Його другий фільм — «Гуманітарні науки» вийшов в 2012 році.

## Особисте життя
Проживає в Лос-Анджелесі, штат Каліфорнія.
З серпня 2008 року Джош зустрічався з акторкою Ліндсі Прайс, з якою він познайомився на зйомках фільму «Як я зустрів вашу маму», де Ліндсі була запрошеною акторкою. Пара розійшлася в листопаді 2009 року.
Перебував у стосунках із Мейделін Зіма (2010), Джулією Джонс (2012), Марісою Томей (2014), Мінкою Келлі (2016—2017).

## Фільмографія
| Рік  | Назва                             | Англійська назва        | Роль                 | Примітки                   |
| ---- | --------------------------------- | ----------------------- | -------------------- | -------------------------- |
| 2001 | Недитяче кіно                     | Not Another Teen Movie  | тур-гід/«Teddy Bear» |                            |
| 2004 | Щоденне життя                     | Everyday Life           | Чоловік              | Телефільм                  |
| 2010 | Щасливі разом                     | Happythankyoumoreplease | Сем                  | також сценарист та режисер |
| 2012 | Гуманітарні науки                 | Liberal Arts            | Джессі Фішер         | сценарист та режисер       |
| 2013 | Полуденна нега                    | Afternoon Delight       | Джефф                |                            |
| 2013 | Галапагоська справа: Сатана в раю | The Galapagos Affair    | Джон Гарт            | озвучка                    |

| Рік         | Назва                        | Англійська назва      | Роль            | Примітки                                                   |
| ----------- | ---------------------------- | --------------------- | --------------- | ---------------------------------------------------------- |
| 2000        | «Ласкаво просимо в Нью-Йорк» | Welcome to New York   | Даг             | серія: 1.06 «The Crier»                                    |
| 2002        | «Закон і порядок»            | Law & Order           | Роберт Кітсон   | серія: 12.15 «Access Nation»                               |
| 2002        | «Суд»                        | The Court             | Ділан Хірш      | серії: 1.01 «Life Sentence» 1.02 «Due Process» 1.03 «Stay» |
| 2003        | «Швидка допомога»            | ER                    | Кіт             | серія: 9.17 «The Advocate»                                 |
| 2003        | «Клієнт завжди мертвий»      | Six Feet Under        | Віл Джеф        | серія: 3.05 «The Trap»                                     |
| 2003        | «Сваха»                      | Miss Match            | Ендрю           | серія: 1.05 «I Got You Babe»                               |
| 2005        | «Справедлива Емі»            | Judging Amy           | Джастін Барр    | серія: 6.20 «Too Little, Too Late»                         |
| 2005 — 2014 | «Як я зустрів вашу маму»     | How I Met Your Mother | Тед Мосбі       | Головний герой, 154 серії                                  |
| 2007 — 2009 | «Гріфіни»                    | Family Guy            | Тед Мосбі       | озвучка, 2 серії                                           |
| 2016        | «Вулиця милосердя»           | Mercy Street          | Джебедія Фостер |                                                            |

## Нагороди
На фестивалі «Санденс» в 2010 р. його режисерський дебют «Щасливі разом» отримав приз глядацьких симпатій в жанрі «Драма».